# Indoetra thisbe
Indoetra thisbe is een spinnensoort uit de familie van de wielwebspinnen (Araneidae).
De wetenschappelijke naam van de soort werd in 1903 als Clitaetra thisbe gepubliceerd door Eugène Simon.